# Coronel Bicaco
Coronel Bicaco là một đô thị thuộc bang Rio Grande do Sul, Brasil. Đô thị này có diện tích 492,124 km², dân số năm 2007 là 7873 người, mật độ 16 người/km².